# Australië op het Junior Eurovisiesongfestival 2019
Australië nam deel aan het Junior Eurovisiesongfestival 2019 in Gliwice, Polen. Het was de vijfde deelname van het land aan het Junior Eurovisiesongfestival. SBS was verantwoordelijk voor de Australische bijdrage voor de editie van 2019.

## Selectieprocedure
De Australische openbare omroep bevestigde op 7 oktober 2019 dat Jordan Anthony het land zou vertegenwoordigen op het Junior Eurovisiesongfestival 2019.
De 14-jarige Jordan stond in Polen met zijn lied We will rise op het podium. Anthony schreef zelf deels mee aan het nummer. Hij werd intern geselecteerd door ABC, de Australische omroep die verantwoordelijk was voor de inzending.
Jordan raakte in zijn thuisland bekend door zijn deelname Australische variant van The Voice Kids, waarin hij als vierde eindigde. Het was voor het eerst dat Australië door een jongen werd vertegenwoordigd op het Junior Eurovisiesongfestival. 

## In Gliwice
Jordan Anthony was als eerste van negentien acts aan de beurt, gevolgd door Carla uit Frankrijk. Australië eindigde uiteindelijk op de achtste plaats, met 121 punten.
Albanië · Armenië · Australië · Frankrijk · Georgië · Ierland · Italië · Kazachstan · Malta · Nederland · Noord-Macedonië · Oekraïne · Polen · Portugal · Rusland · Servië · Spanje · Wales · Wit-Rusland